# Ratolí musaranya del Kampalili
El ratolí musaranya del Kampalili (Baletemys kampalili) és una espècie de rosegador de la família dels múrids. Es tracta de l'única espècie del gènere Baletemys. És endèmic de la zona del mont Kampalili, a l'est de l'illa filipina de Mindanao, on viu a altituds d'entre 1.640 i 1.900 m. El seu hàbitat natural són els boscos montans i molsosos Té una llargada de cap a gropa de 131-143 mm, la cua de 100-102 mm i un pes de 70-71 g. El seu nom genèric significa 'ratolí de Balete' en llatí, mentre que el seu nom específic es refereix al seu origen geogràfic. Com que fou descoberta fa poc, l'estat de conservació d'aquesta espècie encara no ha estat avaluat formalment.